# Bocce ai XVII Giochi del Mediterraneo
I tornei di bocce ai XVII Giochi del Mediterraneo si sono svolti tra il 25 e il 29 giugno 2013.
Si è gareggiato in dieci categorie diverse, suddivise nelle tre discipline previste dal programma: volo, pétanque e raffa.

## Calendario
Le gare hanno seguito il seguente calendario:
| ● | Competizioni | ● | Finali |

| Giugno |    |    |    |    |    |    |    |    |    |    |    |    |
| 18     | 19 | 20 | 21 | 22 | 23 | 24 | 25 | 26 | 27 | 28 | 29 | 30 |
|        |    |    |    |    |    |    | ●  | ●  | ●  | ●  | ●  |    |

## Risultati

### Uomini
| Evento                        | Oro                | Argento           | Bronzo            |
| Volo                          |                    |                   |                   |
| Tiro di precisione (dettagli) | Cedric Roche       | Miroslav Petković | Sidahmed Boufateh |
| Tiro progressivo (dettagli)   | Leo Brnić          | Mauro Roggero     | Ales Borcnik      |
| Pétanque                      |                    |                   |                   |
| Doppio (dettagli)             | Italia             | Tunisia           | Francia           |
| Raffa                         |                    |                   |                   |
| Singolare (dettagli)          | Pasquale D'Alterio | Matteo Albani     | Yunus Emre Güngör |
| Doppio (dettagli)             | Italia             | Malta             | San Marino        |

### Donne
| Evento                        | Oro             | Argento           | Bronzo             |
| Volo                          |                 |                   |                    |
| Tiro di precisione (dettagli) | Tadeja Sodec    | Mélanie Lille     | Nataša Antonjak    |
| Tiro progressivo (dettagli)   | Barbara Barthet | Seda Geridönmez   | Virginia Venturini |
| Pétanque                      |                 |                   |                    |
| Doppio (dettagli)             | Tunisia         | Spagna            | Francia            |
| Raffa                         |                 |                   |                    |
| Singolare (dettagli)          | Deniz Demir     | Anna Maria Ciucci | Lamia Aissioui     |
| Doppio (dettagli)             | Italia          | Turchia           | San Marino         |

## Medagliere
| Posizione | Paese      |    |    |    | Totale |
| --------- | ---------- | -- | -- | -- | ------ |
| 1         | Italia     | 4  | 1  | 1  | 6      |
| 2         | Francia    | 2  | 1  | 2  | 5      |
| 3         | Turchia    | 1  | 2  | 1  | 4      |
| 4         | Tunisia    | 1  | 1  | 0  | 2      |
| 5         | Slovenia   | 1  | 0  | 1  | 2      |
| 6         | Croazia    | 1  | 0  | 0  | 1      |
| 7         | San Marino | 0  | 2  | 2  | 4      |
| 8         | Malta      | 0  | 1  | 0  | 1      |
| 9         | Montenegro | 0  | 1  | 0  | 1      |
| 10        | Spagna     | 0  | 1  | 0  | 1      |
| 11        | Algeria    | 0  | 0  | 2  | 2      |
| 12        | Serbia     | 0  | 0  | 1  | 1      |
| Totale    | Totale     | 10 | 10 | 10 | 30     |